# Тимурзиев, Ислам Яхьяевич
Ислам Яхьяевич Тимурзиев (9 января 1983, Назрань, Чечено-Ингушская АССР — 31 августа 2015, Назрань, Ингушетия) — российский боксёр-любитель, победитель юниорских первенств России и Европы (2001), чемпион России (2004), обладатель Кубка мира (2005), чемпион Европы (2006). Заслуженный мастер спорта России по боксу (2008).

## Спортивная карьера
В 2001 и 2006 году в любительском бою за титул чемпиона Европы победил Роберта Хелениуса.
На чемпионате России по боксу 2007 года занял второе место (первым был владимирский боксер Денис Сергеев), но, несмотря на это, поехал на чемпионат мира 2007 и Олимпиаду-2008.
В 2008 году принимал участие в летних Олимпийских играх в Пекине в весовой категории свыше 91 кг и проиграл в первом бою британскому боксёру Дэвиду Прайсу, ставшему в итоге бронзовым призёром этой Олимпиады.
31 августа 2015 года скончался в реанимации Ингушской республиканской клинической больницы после продолжительной болезни.

## Достижения
- Первенство Европы по боксу 2001 года — ;
- Первенство России по боксу 2001 года — ;
- Чемпионат России по боксу 2003 года — ;
- Чемпионат России по боксу 2004 года — ;
- Кубок мира по боксу (Москва, команда 2005) — ;
- Чемпионат России по боксу 2007 года — ;
- Чемпионат мира (Чикаго, 2007) — ;
- Чемпионат Европы (Пловдив, 2006) — ;

## Выступления на Олимпиадах
| Олимпиада  | Дисциплина        | Место   |
| ---------- | ----------------- | ------- |
| Пекин 2008 | бокс, свыше 91 кг | 9 место |